# Me & U
"Me & U" är en låt framförd av den amerikanska sångerskan Cassie, komponerad av Ryan Leslie för Cassies debutalbum Cassie (2006). 
"Me & U" är en R&B-låt i midtempo som domineras av syntar och en kraftig basgång. Låten var en av de allra första som Cassie jobbade på tillsammans med Leslie. Låten kom att bli så populär att den redan hade blivit etablerad på nattklubbar och radiostationer innan sångerskan hunnit skrivit på för något skivbolag. Detta resulterade i ett budgivningskrig mellan Def Jam, Jive och Bad Boy Records om Cassie, som valde att skriva på för det senare skivbolaget på grund av Leslies kontakter med Diddy. Tack vare "Me & U":s stora popularitet valdes låten till den ledande singeln från sångerskan debutalbum. Låten släpptes officiellt den 16 maj 2006. Rekordsnabbt ådrog sig låten över två miljoner lyssningar på Cassies Myspace-sida och 115 miljoner spelningar av radiostationer i USA. Musikrecensenter bemötte låten med positiv kritik och beskrev den som "årets sommarhit".
"Me & U" blev en topp-tio hit på majoriteten av listorna singeln låg på internationellt. Låten klättrade till en 3:e plats på USA:s Billboard Hot 100 och till en förstaplats på R&B-listan Hot R&B/Hip-Hop Songs. Låten blir till dato sångerskans framgångsrikaste musiksingel i karriären.
En musikvideo regisserades av norsken Ray Kay. 

## Format och låtlistor
| - Amerikansk CD/maxisingel 1. "Me & U" (Radio Edit) - 3:14 2. "Me & U" (Ryan Leslie Remix) - 3:16 3. "Me & U" (Instrumental) 3:12 - Amerikansk "12-vinylsingel 1. "Me & U" (Remix) [feat. Diddy] - 4:47 2. "Me & U" (Instrumental) - 3:14 3. "Me & U" (Ryan Leslie Remix) - 3:14 4. "Me & U" (Ryan Leslie Instrumental) - 3:14 | - Australiensisk CD-singel 1. "Me & U" (Radio Edit) - 3:12 2. "Me & U" (Ryan Leslie Remix) - 3:14 3. "Me & U" (Remix) [Featuring – P. Diddy and Yung Joc - 4:47 - Europeisk CD/maxisingel 1. "Me & U" (Radio Edit) - 3:12 2. "Me & U" (Ryan Leslie Remix) - 3:14 3. "Me & U" (Remix) [Featuring – P. Diddy and Yung Joc] - 4:48 |

## Listplaceringar
| Lista (2006)                            | Högsta position |
| --------------------------------------- | --------------- |
| Australiensiska ARIA Charts             | 12              |
| Österrikes Ö3 Austria Top 40            | 34              |
| Belgiens Ultratop 50 (Flanders)         | 16              |
| Belgiens Ultratop 40 Singles (Wallonia) | 15              |
| Danmarks Tracklisten                    | 17              |
| Hollands Dutch Top 40                   | 36              |
| Europas European Hot 100 Singles        | 9               |
| Finlands singellista                    | 4               |
| Franska SNEP                            | 8               |
| Tyska Media Control Charts              | 12              |

| Lista (2006)                                | Högsta position |
| ------------------------------------------- | --------------- |
| Internationella danslistan                  | 2               |
| Irlands Irish Singles Chart                 | 9               |
| Nya Zeelands RIANZ                          | 4               |
| Ryska Russian R&B Top 50                    | 1               |
| Svenska Sverigetopplistan                   | 2               |
| Schweiz Swiss Music Charts                  | 1               |
| Storbritanniens UK Singles Chart            | 6               |
| Amerikanska Billboard Hot 100               | 3               |
| Amerikanska Billboard Hot R&B/Hip-Hop Songs | 1               |
| Amerikanska Billboard Pop 100               | 1               |